# 戸ノ下達也
戸ノ下 達也（とのした たつや、1963年-）は、日本の会社員、洋楽文化史研究会代表幹事。専攻は近代日本音楽史。東京都生まれ。立命館大学産業社会学部卒業。
2018年には第5回JASRAC音楽文化賞を受賞した。

## 著書

### 単著
- 『音楽を動員せよ　統制と娯楽の十五年戦争』<越境する近代5>（青弓社、2008年）
- 『｢国民歌｣を唱和した時代　昭和の大衆歌謡』（吉川弘文館、2010年）
- 『戦時下日本の娯楽政策　文化・芸術の動員を問う』（青弓社、2023年）

### 共著
- （渡辺裕・ほか）『クラシック音楽の政治学』（青弓社、2005年）

### 共編著
- （長木誠司）『総力戦と音楽文化　音と声の戦争』（青弓社、2008年）
- （横山琢哉）『日本の合唱史』（青弓社、2011年）

### 刊行史料
- 『戦時下音楽界の再編統合　清瀬保二メモにみる楽壇新体制促進同盟から日本音楽文化協会へ』（音楽の世界社、2001年）
- 『音楽文化新聞』全三巻・別巻(金沢文圃閣、2011年-2012年）